# Agumbas
Pour les articles homonymes, voir Gumba.
Les Agumbas (ou Gumbas) forment un groupe ethnique ayant vécu dans les plaines de l'actuel Kenya, mais qui ont disparu ou ont été assimilés par d'autres tribus.
Ils nous sont connus uniquement grâce à la tradition orale des tribus Kikuyu et Ogiek qui les présentent comme les habitants originels de la région. Les Agumba sont décrits comme étant des chasseurs-cueilleurs de type pygmée. Selon les descriptions des Kikuyu, ils travaillaient le fer, fabriquaient des poteries et pratiquaient l'apiculture.
Les Agumba ainsi que d'autres tribus étaient parfois identifiés sous le nom de Dorobo par les Masaï et d'autres groupes ethniques pratiquant le pastoralisme. Ce terme péjoratif a longtemps été repris dans les études anthropologiques académiques.

## Source
- (en) Cet article est partiellement ou en totalité issu de l’article de Wikipédia en anglais intitulé « Gumba » (voir la liste des auteurs).